# Ostturkestanische Fußballauswahl
Die ostturkestanische Fußballauswahl ist die „Fußballnationalmannschaft“ von Ostturkestan, im heutigen Xinjiang. Sie ist weder Mitglieder der FIFA noch der UEFA und kann daher nicht an der Fußball-Weltmeisterschaft oder der Fußball-Europameisterschaft teilnehmen.
Die Mannschaft nahm an der ersten CONIFA-Weltfußballmeisterschaft 2019 in den Niederlanden teil, das mit einem 8:2 gegen West Papua endete. Ihr nächstes Spiel war am 14. Dezember 2019 bei einem Qualifikationsspiel für die CONIFA-Weltmeisterschaft 2020 gegen Tamil Eelam. Das Spiel endete zu einer 0:3-Niederlage.